# Wolfgang Haas
Wolfgang Haas (Vaduz, 7 de agosto de 1948) é o primeiro Arcebispo da Arquidiocese de Vaduz em Liechtenstein.

## Vida
Depois de terminar o colegial, Wolfgang Haas estudou filosofia no Collegium Marianum em Liechtenstein e teologia na Universidade de Friburgo em Uechtland. Em 7 de abril de 1974, recebeu o Sacramento da Ordem em Chur . Enquanto trabalhava como assistente na Cátedra de Dogmática da Faculdade de Teologia da Universidade de Freiburg, completou outra licenciatura em teologia em 1974 e estudou direito canônico na Pontifícia Universidade Gregoriana de 1975 a 1978 . Foi chanceler da diocese de Chur e oficial da corte diocesana.

## Diocese de Chur
A pedido expresso do Bispo Johannes Vonderach de Chur, Haas foi nomeado Bispo coadjutor da Diocese de Chur pelo Papa João Paulo II em 25 de março de 1988; o direito de sucessão automática associado para Wolfgang Haas era o direito de eleição livre de um bispo concedido ao capítulo da catedral de Chur de acordo com o privilégio eclesiástico - embora de uma maneira impecável sob o direito canônico - contornado.
O bispo foi consagrado em 22 de maio de 1988 pelo bispo diocesano Johannes Vonderach e pelos bispos Otmar Mäder (São Galo) e Henri Schwery (Sion) como co-consagradores . Seu lema é Maria duce obviam Christo.
Wolfgang Haas foi Bispo de Chur de 22 de maio de 1990 a 2 de dezembro de 1997. Após sua elevação a Arcebispo de Vaduz, foi Administrador Apostólico da Diocese de Chur de 2 de dezembro de 1997 a 23 de agosto de 1998 . Em 31 de maio de 1993 foi co-consagrador dos bispos auxiliares de Chur Paul Vollmar S.M. e Peter Henrici, S.J..
Devido à sua compreensão conservadora da fé católica romana e algumas decisões pessoais que foram controversas entre os críticos da igreja, os protestos dentro da igreja continuaram e não puderam ser resolvidos mesmo após a nomeação de vários bispos auxiliares, por exemplo, Peter Henrici para o cantão de Zurique. Wolfgang Haas chegou às manchetes e se tornou provavelmente o bispo mais conhecido da Suíça.
Em uma publicação de livro de novembro de 2021 o ex-bispo auxiliar de Chur, Peter Henrici SJ, seu então bispo Wolfgang Haas, que ele não conseguiu se fazer reconhecer como bispo ou mesmo governar. Por exemplo, para atrair o maior número possível de jovens padres que compartilhassem sua visão de mundo conservadora, Haas contratou candidatos inadequados ao sacerdócio, mesmo contra o conselho expresso dos padres responsáveis pelo treinamento sacerdotal. Haas agiu de forma muito conservadora e mergulhou a diocese de Chur em uma profunda crise, que o Papa João Paulo II finalmente tentou acabar com o restabelecimento da arquidiocese de Vaduz (incluindo o Principado de Liechtenstein) em 1997 para transferir Haas de Chur para sua terra natal para ser capaz de

## Arquidiocese de Vaduz
Após persistentes protestos internos da igreja contra a administração de Wolfgang Haas na Diocese de Chur, foi nomeado arcebispo da recém-criada Arquidiocese de Vaduz pelo Papa em 2 de dezembro de 1997; Haas assumiu o cargo em 21 de dezembro de 1997 na igreja paroquial de St. Florin em Vaduz, que foi elevada ao status de catedral. Houve também resistência no novo arcebispado contra sua elevação, mas isso permaneceu ineficaz.
Um evento importante ao longo do ano foi a celebração da missa no feriado estadual, 15 de agosto, no pátio do palácio, cada vez com uma homilia (sermão). Em junho de 2011, Haas anunciou que não iria mais celebrar a missa na cerimônia do Dia Nacional. A conexão é um "sinal falso ou desonesto para o público". A declaração de resposta do governo localizou a razão do arcebispo na atitude do Estado em relação à homossexualidade e na iniciativa "Ajuda em vez de Castigo" para a liberalização do direito ao aborto.
No decurso da introdução de um instituto de parceria no Liechtenstein, Haas descreveu a homossexualidade praticada como objetivamente um pecado grave, cujo reconhecimento legal representaria um verdadeiro escândalo.